# Børnehjælpsdag og Byfest i Helsingør
Børnehjælpsdag og Byfest i Helsingør er en dansk ugerevy fra 1948.

## Handling
19. og 20. juni 1948 afholder Helsingør børnehjælpsdag, som dette år er viet til FN, og byfest med det store børneoptog gennem byen. Sylvest Jensen laver flyveopvisning over Helsingør Stadion, hvor FN's brochurer og lodsedler nedkastes. På byens torv er der tivoli med boder, lykkehjul, artister og meget mere. Byfesten afsluttes med et stort fyrværkeri i Nordhavnen. Den norske politiker og generalsekretær i FN, Trygve Lie, indleder med en radiohilsen til byen.